# Ulli Kyrklund
Ulli Kyrklund (Lévan, 19 septembre 1927 - 13 janvier 2011) est une photographe finlandaise.